# Kudari Salawadgi, Basavana Bagevadi
Kudari Salawadgi là một làng thuộc tehsil Basavana Bagevadi, huyện Bijapur, bang Karnataka, Ấn Độ.